# HLR Golf Academy Open
Het HLR Golf Academy Open is een jaarlijks golftoernooi in Finland, dat deel uitmaakt van de Ladies European Tour Access Series. Het werd opgericht in 2013 en vindt sindsdien telkens plaats op de Hill Side Golf & Country Club in Vihti.
Het toernooi wordt gespeeld in een strokeplay-formule van drie ronden (54-holes) en na de tweede ronde wordt de cut toegepast.

## Winnaressen
| Jaar | Winnares               | Score | Score | Info                                                          |
| ---- | ---------------------- | ----- | ----- | ------------------------------------------------------------- |
| 2013 | Nicole Broch Larsen po | 210   | –3    | Won de play-off van Patricia Sanz Barrio en Fabienne In-Albon |
| 2014 | Emma Westin            | 202   | –11   | [ 2 ]                                                         |

| Toernooirecord |  | po = winnares na play-off |

 Association Suisse de Golf Ladies Open ·
 Kristianstad Åhus Ladies Open ·
 Sölvesborg Ladies Open ·
 OCA Augas Santas International Ladies Open ·
 Open Generali de Dinard ·
 Pilsen Golf Challenge ·
 Royal Belgian Golf Federation LETAS Trophy ·
 Ingarö Ladies Open ·
 Ladies Norwegian Challenge ·
 Onsjö Ladies Open ·
 HLR Golf Academy Open ·
 Mineks & Regnum Ladies Classic ·
 Open Generali de Strasbourg ·
 Azores Ladies Open ·
 Grecotel Amirandes Ladies Open ·
 WPGA International Challenge